# Pemikan

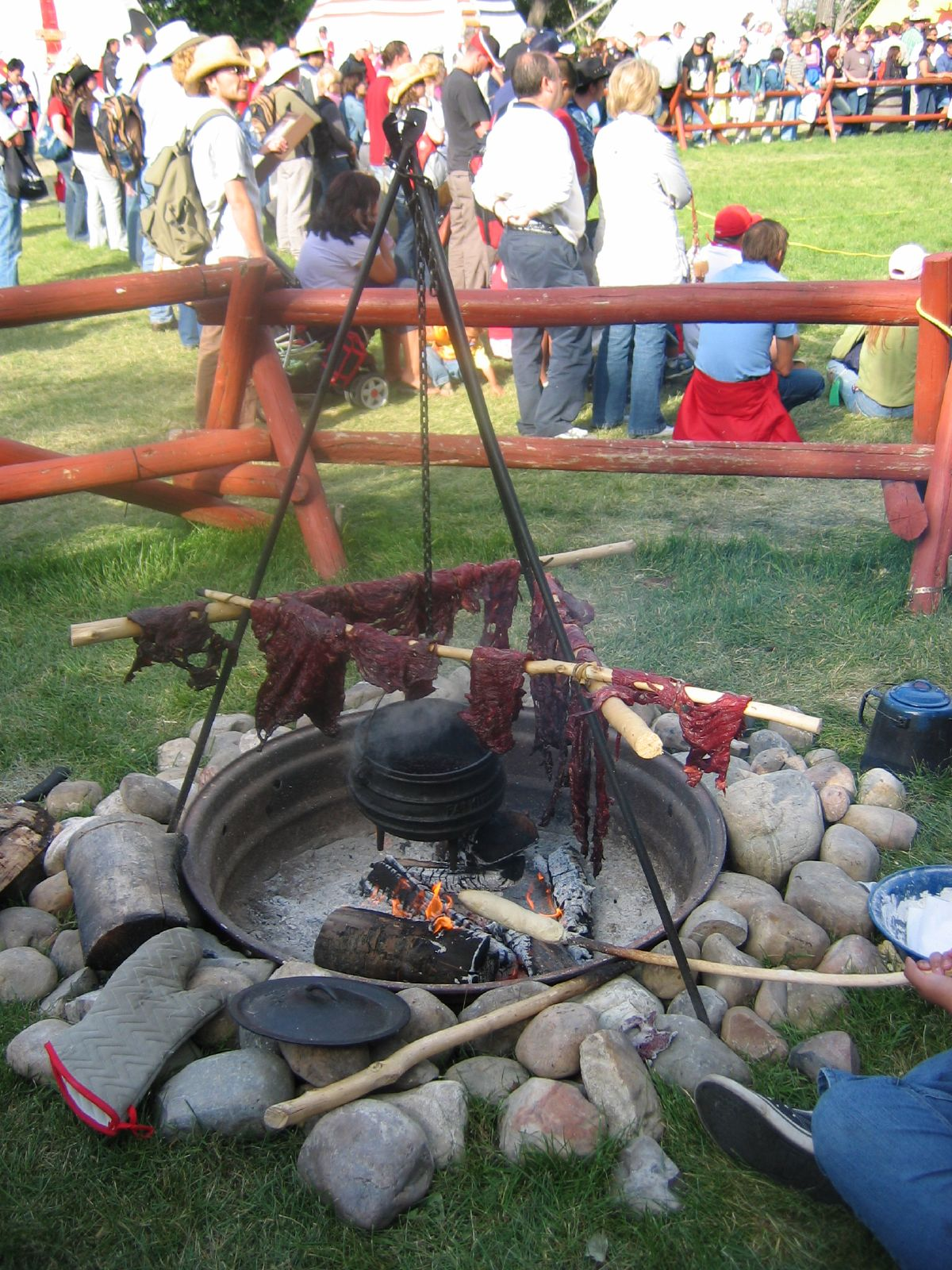
Tradycyjna metoda suszenia mięsa

Pemikan (kri pimîhkân, pemmicane, czyli tłuszcz) – suszone mięso. Nazwą tą określa się zakonserwowane przez suszenie na słońcu chude mięso upolowanych zwierząt (najczęściej bizonów, łosi lub jeleni) lub ryb, pokrojone w cienkie paski lub plastry, następnie rozdrobnione, wymieszane z bizonim łojem i kwaśnymi jagodami lub suszonymi rajskimi jabłkami, po czym umieszczane w zszytych ze skóry jeleni długich, wąskich rurkach lub bochenkach. Skórzany wałek wypełniony pemikanem potrafił osiągać długość 90 cm.
Taka metoda przygotowywania mięsa stosowana była powszechnie przez Indian północnoamerykańskich żyjących w rejonie Wielkich Jezior i Wielkich Równin. Tak zakonserwowane mięso mogło być przechowywane przez długi czas, nawet kilka miesięcy. Było też wygodne w użyciu w trakcie wielodniowych wypraw łowieckich lub wojennych poza obozowisko. Metoda ta umożliwiała także bardziej racjonalne korzystanie z mięsa upolowanych zwierząt. Indianie jeszcze przed erą podbojów Ameryki przez Europejczyków, czyli przed uzyskaniem dostępu do broni palnej, potrafili upolować w krótkim czasie dużą liczbę zwierząt, a więc większość pochodzącego z nich mięsa bez znajomości sposobu jego konserwacji w krótkim czasie popsułaby się i zmarnowała.
Pierwotny lud południowoafrykański, Buszmeni, znał podobne metody konserwacji, a otrzymywany przez nich produkt nazywał się biltong. Współcześnie tą nazwą w Południowej Afryce określa się jednak po prostu lekko posolone i wysuszone plastry wołowiny lub mięsa strusia.